# Magisterio Pontificio
Para la Iglesia católica, el Magisterio Pontificio corresponde al conjunto de cartas, encíclicas, constituciones apostólicas, breves pontificios, exhortaciones apostólicas, motu proprio, entre otros documentos, emanados por la Autoridad Pontificia, es decir, por el Papa. Estos documentos que conforman el Magisterio Pontificio tienen carácter educativo y pastoral, y responden a alguna necesidad de las comunidades que el Sumo pontífice puede notar, y de la cual quiere dar orientaciones.
No conviene confundir con el Magisterio de la Iglesia, de más amplio significado.

## Magisterio de Benedicto XVI

### Cartas apostólicas
- Carta Apostólica en forma de "Motu Proprio" Omnium in mentem, con la que se modifican algunas normas del Código de Derecho Canónico (26 de octubre de 2009)

- Carta Apostólica en forma de "Motu Proprio" con la que se aprueba el nuevo estatuto de la Oficina Laboral de la Sede Apostólica (ULSA) (7 de julio de 2009)

- Carta Apostólica “Motu Proprio data” Ecclesiae unitatem (2 de julio de 2009)

- Carta Apostólica al Card. Joachim Meisner con ocasión del VII centenario de la muerte del beato Juan Duns Scoto (28 de octubre de 2008)

- Carta apostólica con la que el sumo pontífice inscribe en el catálogo de los beatos a los 498 siervos de Dios mártires en España (26 de octubre de 2007)

- Carta Apostólica “Motu Proprio data” Summorum Pontificum sobre el uso de la liturgia romana anterior a la reforma de 1970 (7 de julio de 2007)

- Carta Apostólica “Motu Proprio data” con la que el Santo Padre Benedicto XVI restablece la norma tradicional acerca de la mayoría requerida para la elección del sumo pontífice (11 de junio de 2007)

- Carta Apostólica con la que el sumo pontífice ha inscrito en el catálogo de los beatos a la Sierva de Dios Rita Amada de Jesús (28 de mayo de 2006)

- Carta Apostólica con la que el sumo pontífice ha inscrito en el catálogo de los beatos a la Sierva de Dios sor María de la Pasión (14 de mayo de 2006)

- Carta Apostólica con la que el sumo pontífice ha inscrito en el catálogo de los beatos a la Sierva de Dios sor Elías de San Clemente (14 de marzo de 2006)

- Carta Apostólica con la que el sumo pontífice ha inscrito en el catálogo de los beatos a 13 mártires mexicanos (15 de noviembre de 2005)

- Carta Apostólica con la que el sumo pontífice ha inscrito en el catálogo de los beatos a los siervos de Dios: Carlos de Foucauld, Maria Pía Mastena, María Crucificada Curcio (13 de noviembre de 2005)

- Carta Apostólica Motu Proprio Totius orbis con nuevas disposiciones sobre las Basílicas de San Francisco y de Santa María de los Ángeles, en Asís (9 de noviembre de 2005)

- Carta Apostólica con la que el sumo pontífice ha inscrito en el catálogo de los beatos a los siervos de Dios José Tapies y seis compañeros y a María de los Ángeles Ginard Martí (29 de octubre de 2005)

- Carta Apostólica con la que el sumo pontífice ha inscrito en el catálogo de los beatos al siervo de Dios Clemens August Graf von Galen (9 de octubre de 2005)

- Carta Apostólica con la que el sumo pontífice ha inscrito en el catálogo de los beatos a los siervos de Dios: Ladislao Findysz, Bronisław Markiewicz e Ignacio Kłopotwoski (4 de junio de 2005)

- Carta apostólica con la que el sumo pontífice ha inscrito en el catálogo de los beatos a las siervas de Dios: Ascensión Nicol Goñi y Mariana Cope (14 de mayo de 2005)

### Constituciones Apostólicas
- Anglicanorum coetibus acerca de la institución de Ordinariatos personales para los anglicanos que entran en la plena comunión con la Iglesia católica (4 de noviembre de 2009)

- Iaipurensis (20 de julio de 2005)

- Auguensis (8 de julio de 2005)

- Sindhudurgiensis (5 de julio de 2005)

- Gulbargensis (24 de junio de 2005)

- Carthaginensis (24 de mayo de 2005)

### Encíclicas
- Caritas in veritate (29 de junio de 2009)
- Spe salvi (30 de noviembre de 2007) (Sobre la Esperanza)
- Deus caritas est (25 de diciembre de 2005) (Sobre la Caridad)

### Exhortaciones Apostólicas
- Sacramentum Caritatis: Exhortación apostólica postsinodal sobre la Eucaristía fuente y culmen de la vida y de la misión de la Iglesia (22 de febrero de 2007)

### Motu Proprio
- Motu Proprio Omnium in mentem, con la que se modifican algunas normas del Código de Derecho Canónico (26 de octubre de 2009).

- Motu Proprio con la que se aprueba el nuevo estatuto de la Oficina Laboral de la Sede Apostólica (ULSA) (7 de julio de 2009).

- Motu Proprio Ecclesiae unitatem para la reforma de la Comisión Ecclesia Dei (2 de julio de 2009).

- Motu Proprio Antiqua ordinatione (21 de junio de 2008).

- Motu Proprio Summorum Pontificum sobre la «Liturgia romana anterior a la reforma de 1970» (7 de julio de 2007).

- Motu Proprio con el que el Santo Padre Benedicto XVI restablece la norma tradicional acerca de la mayoría requerida para la elección del sumo pontífice (11 de junio de 2007).

- Motu Proprio Totius orbis con nuevas disposiciones sobre las Basílicas de San Francisco y de Santa María de los Ángeles, en Asís (9 de noviembre de 2005).

- Motu Proprio para la aprobación y publicación del Compendio del Catecismo de la Iglesia Católica (28 de junio de 2005).

- Motu Proprio "La antigua y venerable Basílica" para la Basílica de San Pablo extramuros y para su complejo extraterritorial (31 de mayo de 2005).

### Otros Documentos
Existen otros documentos, como mensajes para las diversas jornadas de la Cristiandad, así como las homilías, oraciones y meditaciones del Ángelus y del Regina Coeli, discursos, y cartas, que forman también parte del Magisterio Pontificio, pero que, dado a su dedicación a una actividad o situación específica, no figuran oficialmente en el catálogo del Magisterio.